# Bib Fortuna
Personnage de fiction apparaissant dans
Star Wars.
Bib Fortuna est un personnage fictif de Star Wars. Originaire de Ryloth, il sert de majordome à Jabba, à Tatooine. Par la suite, il lui succède en tant que daimyo, jusqu'à ce que Boba Fett ne le tue.
Il apparaît dans la première partie du Retour du Jedi, ainsi que, brièvement, dans La Menace fantôme. En plus des films, Bib Fortuna apparaît dans les mises en romans de ces œuvres, ainsi que dans d'autres romans, dans des bandes-dessinées ou des jeux vidéo qui composent l'univers de Star Wars. Il figure aussi dans les séries télévisées The Mandalorian et Le Livre de Boba Fett.

## Univers
L'univers de Star Wars se déroule dans une galaxie qui est le théâtre d'affrontements entre les Chevaliers Jedi et les Seigneurs noirs des Sith, personnes sensibles à la Force, un champ énergétique mystérieux leur procurant des pouvoirs psychiques. Les Jedi maîtrisent le Côté lumineux de la Force, pouvoir bénéfique et défensif, pour maintenir la paix dans la galaxie. Les Sith utilisent le Côté obscur, pouvoir nuisible et destructeur, pour leurs usages personnels et pour dominer la galaxie.
À la suite du rachat de la société Lucasfilm par The Walt Disney Company, tous les éléments racontés dans les produits dérivés datant d'avant le 26 avril 2014 ont été déclarés comme étant en dehors du canon et ont alors été regroupés sous l’appellation « Star Wars Légendes ».

## Histoire
Bib Fortuna naît à Ryloth dans une famille qui participe à diverses activités criminelles dans la Bordure extérieure. Il gravit progressivement les échelons du monde criminel, et entre au service du cartel de Jabba peu avant la crise du blocus de Naboo.
Plus de trois décennies plus tard, il laisse les deux droïdes R2-D2 et C-3PO présenter à Jabba un message du Jedi Luke Skywalker. Ces droïdes sont forcés de travailler pour Jabba.
Jabba ordonne à Bib de ne pas laisser entrer Luke au palais. Cependant, le Jedi utilise ses capacités de contrôle mental sur le twi'lek et parvient à atteindre Jabba. Celui-ci n'a pas le temps de sanctionner son majordome, priorisant le cas de Luke, qu'il jette à son rancor.
Bib Fortuna accompagne Jabba sur sa barge à voile pour se rendre à la fosse de Carkoon, où se trouve un sarlacc. Luke parvient à s'évader, tout en causant la mort de nombreux sbires de Jabba, et du hutt lui-même.
Bib Fortuna devient le propriétaire du palais qui appartenait jusque là à Jabba. Il adapte le palais au changement de dirigeant, en installant notamment un trône pour humanoïde. Sa nouvelle situation lui permet de se fournir sa propre esclave, ainsi que de la nourriture raffinée en quantité, qui lui fait prendre du poids. Après quelques années de règne, il est assassiné par Boba Fett, qui prend sa place de dirigeant,,.

## Caractéristiques
Bib Fortuna est un twi'lek, une espèce humanoïde avec deux longs appendices tentaculaires à l'arrière de la tête, appelés lekkus. Dans le cas de Bib, l'un des deux lekkus est orienté de façon à passer sous son menton,. Sa peau est pâle et couverte de mucus et ses dents sont effilées.

## Adaptations

### Jeux vidéo
Bib apparaît dans le jeu de 2014 Star Wars: Commander. Il y affronte le mercenaire Saponza, avant de faire en sorte que la maison de Saponza soit brûlée par le cartel de Jabba.